# Hawkins (Wisconsin)
Hawkins és una població dels Estats Units a l'estat de Wisconsin. Segons el cens del 2000 tenia 317 habitants.

## Demografia
Segons el cens del 2000, Hawkins tenia 317 habitants, 138 habitatges, i 92 famílies. La densitat de població era de 55,9 habitants per km².
Dels 138 habitatges en un 22,5% hi vivien nens de menys de 18 anys, en un 56,5% hi vivien parelles casades, en un 6,5% dones solteres, i en un 33,3% no eren unitats familiars. En el 26,1% dels habitatges hi vivien persones soles el 12,3% de les quals corresponia a persones de 65 anys o més que vivien soles. El nombre mitjà de persones vivint en cada habitatge era de 2,3 i el nombre mitjà de persones que vivien en cada família era de 2,79.
Per edats la població es repartia de la següent manera: un 19,2% tenia menys de 18 anys, un 10,7% entre 18 i 24, un 24,9% entre 25 i 44, un 24,6% de 45 a 60 i un 20,5% 65 anys o més.
L'edat mediana era de 42 anys. Per cada 100 dones de 18 o més anys hi havia 101,6 homes.
La renda mediana per habitatge era de 29.286 $ i la renda mediana per família de 39.250 $. Els homes tenien una renda mediana de 28.250 $ mentre que les dones 23.393 $. La renda per capita de la població era de 17.159 $. Aproximadament el 3,2% de les famílies i el 3,6% de la població estaven per davall del llindar de pobresa.

## Poblacions més properes
El següent diagrama mostra les poblacions més properes.